# Beinn Dronaig
Beinn Dronaig är ett berg i Storbritannien.   Det ligger i kommunen Highland och riksdelen Skottland, i den nordvästra delen av landet, 700 km nordväst om huvudstaden London. Toppen på Beinn Dronaig är 797 meter över havet, eller 572 meter över den omgivande terrängen. Bredden vid basen är 4,2 km. Beinn Dronaig ligger vid sjön Loch Calavie.
Terrängen runt Beinn Dronaig är huvudsakligen kuperad. Trakten runt Beinn Dronaig är nära nog obefolkad, med mindre än två invånare per kvadratkilometer. Närmaste större samhälle är Dornie, 19,6 km sydväst om Beinn Dronaig. Omgivningarna runt Beinn Dronaig är i huvudsak ett öppet busklandskap.